# Димитър Чакрев
Димитър (Димо, Диме) Наумов Чакрев (Чакре) е български революционер от Македония, участник в Руско-турска война (1877 – 1878).

## Биография
Димитър Чакрев е роден в град Прилеп, тогава в Османската империя, но по произход е от Витолище (Мариовско). Заедно с брат му Михаил (Мияле), Тоде Бочварчето и брат му Илия, Георги Лажот, Стоян Рушан, Илия Кяята, Илия Радобилец със своя син и Мицко Мариовчето организира чета в Прилепско, останала известна като Чакревци. Четата участва в Руско-турската война, заради което Димитър Чакрев е награден с орден за храброст. Установява се в Кюстендил, но след потушаването на Кресненско-Разложкото въстание се завръща в Македония. Четата ликвидира няколко турски престъпници, след което избухва Никодинската афера и те се прехвърлят в Крушево. Там Димитър Чакрев заедно с брат си, поп Христо, Никола Ковачот и Ицо Карев, баща на Ташко Карев, започват организирането на Демирхисарския заговор. Близък е с Диме Лозанчев от Битоля - бащата на Анастас Лозанчев. Димитър Чакрев се среща с Пере Тошев и обсъждат бъдещи планове за революционна дейност. На първия ден на Великден 1881 година (17/24 април) Димитър Чакрев и четниците му Михал Чакрев, Тоде Бочварчето и Илия Радобилец отсядат в къщата на Дамян Кондов в Прилеп, но са предадени на турските власти от Никола Крапчев. Сражението продължава два дена. Михаил и Тоде загиват при опит да пробият обсадата, а Диме и Илия се самоубиват.